# The Spell of the Poppy
The Spell of the Poppy er en amerikansk stumfilm fra 1915 af Tod Browning.

## Medvirkende
- Eugene Pallette som Manfredi
- Lucille Young som Zuletta
- Joseph Henabery som John Hale